# Фијат AS.1
Фиат AC.1 је италијански једномоторни спортско туристички моноплан произведен у Fiat Aviazione 1928. године.

## Пројектовање и развој
У јануару 1928. Министарство аеронаутике је издало спецификацију за набавку нових лаких авиона који ће се користити у улози туристичких и авиона за обуку, који ће бити додељен цивилним летачким школама, аероклубовима, Краљевској националној ваздухопловној унији. (РУНА) и Региа Аеронаутица. На расписани конкурс учествовале су скоро све ваздухопловне производне компаније из Италије, укључујући и Фиат Авиазионе који је представио модел AS.1 који је развио Ансалдо пре спајања са компанијом из Торина, 1926. године. На крају је било чак десет пројеката за које се сматрало да испуњавају тражене услове. За Фиат AS.1 испитна комисија је сматрала супериорнијим у односу на друге моделе и Министарство је стога доделило уговор о набавци Фијату. Следеће 1930. године авион је подвргнут пажљивом развоју који је довео до стварања специјалних верзија хидроавиона или намењених употреби са завејаних аеродрома. Исте године су такође направљене две верзије са потпуно металном структуром: прва, названа AS.2, разликовала се од оригинала за употребу мотора Фиат А.50С (100 КС), док је друга, названа TR. 1, представљао је још једну еволуцију модела.

## Технички опис
Технички опис се односи на авион Фиат AS.1, за технички опис авиона Фиат AS.2 погледајте чланак о авиону Фиат TR.1.
Труп авиона је правоугаоног попречног пресека. Носећа конструкција је просторна решетка направљена од дрвета. Предњи део авиона где је смештем мотор се обложен алуминијумским лимом а остали део трупа је обложен импрегнираним обојеним платном. У трупу са налазе два кокпита смешених један иза другог тандем распоред. У предње се налази пилот а у другом кокпиту седи путник. На труп су са горње стране причвршћена крила а са доње сртране стајни трап.
Авион Фиат AS.1 је опремљен мотором Фиат А.50 (90 КС при 1.900 о/мин).  Мотор је седмоцилиндрични радијалан са ваздушним хлађењем. На вратилу мотора је насађена дрвена двокрака елиса фиксног корака.
Крила су дрвене конструкције са две рамењаче, релативно су танког профила, обложена платном. Облик им је готово правоугаони. На средини крила изнад кабине пилота, крило је полукружно исечено како би пилот имао бољу прегледност.  Конфигурација крила је била  високо постављено парасол крило подупрто са два пара косих упорница (по две упорнице са сваке стране крила).
Репне површине се састоје од вертикалног и два хоризонтална стабилизатора, кормила правца и два кормила дубине. Сви ови елементи имају металну носећу конструкцију и облогу од платна. Хоризонтални стабилизатори су са доње стране подупрти металним косим упорницама које се ослањају на доњу страницу трупа.
Стајни трап је фиксан, класичан и веома једноставан. Монтиран је на цевасту конструкцију испод трупа, опремљен точковима великог пречника са пуним гумама. Точкови се налазе на крутој осовини. Испод репа авиона се налази еластична дрљача.

## Верзије
- AS.1 - иницијална верзија са мотором Фиат А.50. (1928.god)
- AS.1 Idro - хидроавион. (1930.)
- AS.1 Sci - модел опремљен скијама.(1930.)
- AS.2 - модел са потпуном металном структуром са мотором Фиат А.50С.(1929.)
- TR.1 - модел са потпуно затвореним кокпитом, погледај Фиат TR.1.(1930.)

## Оперативно коришћење
Укупно је произведено најмање 500 авиона Фиат AS.1 и око 50 AS.2, од тог броја, наруџбине италијанског Министарства одбране износе 276 AS.1 и 36 AS.2. Разлика између ових бројки је доказ колико је овај авион био популаран у приватном сектору. Авиони ове серије су направиле веома добар комерцијалан успех. Томе су допринели спектакуларни летови који су изведени овим авионима.
У августу 1929. године осам ових авиона је победило у тимској трци на међународном такмичењу "Челинџ Интернационал де Туризмо". У јануару 1930. године пилоти Донати и Капанини поставили су светске рекорде у домету и трајању лета у класи туристичких авиона на авиону AS.1: 2.746 км, односно 29 сати и 4 минута. Истог месеца ови пилоти су поставили нови светски висински рекорд у класи туристичких авиона – 6.782 м, а у фебруару је Франсис Ломбардија одлетео у Могадиш (Источна Африка), прешавши за седам дана раздаљину од 8.047 км. Али то није било све – 28. децембра 1932. AS.1 Идро, опремљен мотором CNA C7, достигао је висину од 7.363 м и поставио светски рекорд за туристичке хидроавионе. Два дана касније, исти авион, али са стајним трапом на точковима, попео се на висину од 9.282 м и поставио светски рекорд за туристичке копнене авионе. Током 1929. године убрзан је темпо производње авиона AS.1, авиони ове породице били су веома популарни код приватних власника, а усвајали су их и италијанско ваздухопловство, где су коришћени као авиони за везу, курирску службу и обуку.

## Земље које су користиле авион
- Аустрија
- Етиопија
- Италија
- Шпанија